# Ophiobyrsella erinaceus
Ophiobyrsella erinaceus is een slangster uit de familie Ophiomyxidae.
De wetenschappelijke naam van de soort werd in 1904 gepubliceerd door René Koehler.